# Áncash
Áncash är ett av 24 departement i Peru. Den vackra bergsnaturen i Huaylas är ett populärt turistmål. I departementet ligger bergstoppen Huascarán, som med 6 768 m är Perus högsta topp. Utanför kusten är havsdjupet 6 263 m, vilket ger en total höjdskillnad på 13 031 m.

## Geografi
Genom Áncash går de två bergskedjorna Cordillera Blanca (dvs den västra vita, istäckta bergskedjan) och Cordillera Negra (dvs den östra svarta, ej istäckta bergsskedjan). Med undantag för Chimbote som ligger vid kusten, hittar man de mest betydande städerna i dalgången mellan dessa två bergskedjor: i Callejón de Huaylas.

## Ekonomi
Fiske, järnindustri, turism.

## Historia
Frihetskämpen Simón Bolívar organiserade en del av sin befrielsearmé i Huaraz.
Under 1970-talet var Chimbote världens mest betydande fiskehamn.
En jordbävning med epicentrum utanför Chimbote orsakade den 31 maj 1970 en av de största naturkatastroferna i modern tid. En del av glaciären på bergstoppen Huascaran lossnade och föll några tusen meter ner i sjön Llanganuco, vilket gav upphov till en fruktansvärd tsunami som inom några minuter sköljde över de två byarna Yungay och Ranrahirca, vilka utplånades och begravdes under ett 12 meter djupt täcke av vatten, is, lera och sten. Störtfloden kom med en hastighet av 11 kilometer på 4 minuter. Angivna dödstal varierar, men bara i de två städerna Yungay och Ranrahirca beräknas cirka 25 000 personer ha dött..
Effekterna av jordbävningen och störtfloden i Chimbote ger vid en summering resultatet 67 000 döda, 250 000 försvunna, 180 000 skadade och 255 förstörda byar, små och stora. Huvudorten Huaraz förstördes till 95% av jordbävningen men har efter återuppbyggnad blivit en "modern bergsby".

## Intressanta data
Intressanta fynd från Recuay-kulturen visas på regionmuseet i Huaraz.
Kända arkeologiska fynd är också monoliter från Chavín-kulturen.
Urbanisationsgrad: 57,4%
Nationalparken Huascaran, på Unescos världsarvslista.
Viktigaste flygplats: Jaime Montreuil, Huaraz